# Người Ấn-Arya
Các dân tộc Ấn-Arya là một nhóm dân tộc nói ngữ chi Ấn-Arya hoặc Các dân tộc Ấn Độ là một nhóm người nói dân tộc học nói ngôn ngữ Ấn-Âu đa dạng về ngôn ngữ Ấn-Arya. Có hơn một tỷ người bản ngữ của các ngôn ngữ Ấn-Arya, hầu hết trong số họ có nguồn gốc từ tiểu lục địa Ấn Độ và hiện được tìm thấy ở khắp Nam Á, nơi họ chiếm đa số.

## Lịch sử
Một số lý thuyết được đề xuất trong thế kỷ 20 về sự phân tán ngôn ngữ Ấn-Arya được nhà ngôn ngữ học Colin Masica mô tả trong chương, "Bối cảnh lịch sử và sự phát triển của Indo-Arya" trong cuốn sách của ông, Ngữ chi Ấn-Arya.
Một Thuyết di cư Ấn-Arya gần đây —đề xuất bởi nhà nhân chủng học David W. Anthony (trong The Horse, The Wheel and Language) và bởi các nhà khảo cổ học Elena Efimovna Kuzmina và J. P. Mallory - tuyên bố rằng việc du nhập ngôn ngữ Ấn-Arya ở tiểu lục địa Ấn Độ là kết quả của một cuộc di cư của những người từ văn hóa Sintashta thông qua Văn hóa Bactria-Margiana và vào phía bắc tiểu lục địa Ấn Độ (ngày nay Ấn Độ, Nepal, Bangladesh và Pakistan ). Những cuộc di cư này đã bắt đầu khoảng 1.800 BCE, sau khi phát minh ra cỗ xe chiến tranh, và cũng đưa các ngôn ngữ Ấn-Arya vào Levant và có thể Nội Á. 